# Bowlie Weekender
Bowlie Weekender var en musikfestival anordnad av Belle & Sebastian vid Pontin's Holiday Camp i Camber Sands i Sussex mellan fredagen den 23 och söndagen den 25 april 1999.
Festivalen var inspiration för All Tomorrow's Parties, en festival som hålls i samma arena i Sussex varje år sedan 2000.

## Deltagare
- A.C. Acoustics
- Amphetameanies
- Belle & Sebastian
- Broadcast
- Camera Obscura
- Cinema
- Cornelius
- Dean Wareham och Sean Eden från Luna)
- The Delgados
- The Divine Comedy
- The Flaming Lips
- Vic Godard
- Godspeed You! Black Emperor
- The Ladybug Transistor
- Looper
- Mercury Rev
- The Pastels
- Salako
- Sleater-Kinney
- Sodastream
- Jon Spencer Blues Explosion
- Teenage Fanclub
- V-Twin
- Bill Wells Octet

### DJ:ar
- Jarvis Cocker
- Tim Gane
- Steve Lamacq
- Steve Mackey
- John Peel
- Justin Spear
- Andrew Symington